# Anomia (stan społeczny)
Anomia (gr. a- = „bez”, nomos = „prawo”) – niespójność wewnątrz systemu aksjonormatywnego, poczucie niepewności i bezcelowości w społeczeństwie w wyniku nagłych zmian społecznych i załamania się porządku społecznego. W takiej sytuacji nie ma pewności, jakie reguły powinny być przestrzegane, ponieważ dotychczas obowiązujące normy nie pasują do nowej rzeczywistości, a nowe nie są jeszcze ukształtowane. Prowadzi to do wzrostu liczby zachowań o charakterze dewiacyjnym i przestępczym.
Pojęcie, ukute przez Josepha Glanvilla, wprowadzone zostało do socjologii przez Émile’a Durkheima. Wykazał on jej wpływ na rodzaj zachowań samobójczych, określanych przez niego jako samobójstwa anomiczne, popełniane w sytuacji braku regulacji. Później koncepcję anomii rozwinął Robert K. Merton, dla którego zjawisko to wiązało się z presją społeczeństwa na jednostkę. Jednostki społeczne nie mają możliwości zrealizowania społecznie narzucanych celów bądź uzyskania społecznie uznawanych wartości za pomocą społecznie akceptowanych środków, co prowadzi do pojawiania się w społeczeństwie zachowań dewiacyjnych, takich jak bunt, wycofanie, innowacja lub rytualizm.

## Koncepcja anomii Durkheima
Émile Durkheim w studiach poświęconych religijności dostrzegał, mimo swego laickiego podejścia, że pozwala ona jednostce na „moralne oparcie w grupie”, czego brakuje w społeczeństwie pozbawionym socjotwórczych funkcji religii. Taki stan, bliski dezintegracji społeczeństwa, określił właśnie jako anomię. W społeczeństwie nowoczesnym, w którym nie pojawiły się jeszcze nowe „regulatory” życia społecznego, ukształtował się nowy rodzaj samobójstw anomicznych, wynikających z dezorientacji jednostek. Liczba samobójstw wzrastała szczególnie w grupach o największej dezintegracji. W pracy pt. Samobójstwo. Studium z socjologii, Durkheim wykazywał, przedstawiając dane statystyczne, że kryzys gospodarczy nie tylko nie zwiększa liczby samobójstw, ale raczej je ogranicza. Wzrost dobrobytu prowadzi z kolei do pobudzania pragnień, większych możliwości i utraty znaczenia wcześniejszych zasad społecznych oraz do wzrostu anomii.

## Presja społeczna i anomia w ujęciu Mertona
Proces prowadzący do anomii wynika z większej wagi celów, jakie mają osiągać jednostki bądź grupy w stosunku do środków instytucjonalnych. Uznawane środki są pomijane, jeśli alternatywne metody są skuteczniejsze w realizacji celów. Merton w publikacji z 1938 roku wskazuje, że Amerykanie są „bombardowani” nakazami osiągania celów, szczególnie bogactwa oraz celów pośrednich, które umożliwiają zrealizowanie etosu American dream, m.in. wykształcenia. Ta presja kulturowa sprowadza się do następujących zasad:
- wszyscy powinni dążyć do istotnych celów, które są wszystkim dostępne;
- niepowodzenie jest przystankiem do końcowego sukcesu;
- porażką jest ograniczenie lub wyzbycie się ambicji[11].

Skłonność do anomii pojawia się wraz z załamaniem „struktury regulatywnej”, do czego prowadzi przesunięcie nacisku kulturowego z satysfakcji ze współzawodnictwa na koncentrację wyłącznie na rezultatach działania.